# Championnat d'Haïti de football 2013
Navigation
Saison précédente Saison suivante
La saison 2013 du Championnat d'Haïti de football est la vingt-troisième édition de la première division à Haïti. Les douze meilleures équipes du pays sont regroupées au sein d’une poule unique où elles s’affrontent deux fois, à domicile et à l’extérieur. À l’issue de cette première phase, les six premiers jouent la poule pour le titre tandis que les six derniers s’affrontent pour éviter la relégation.
C'est l’AS Mirebalais qui remporte la compétition après avoir terminé en tête du classement final avec quatre points d’avance sur le tenant du titre, Valencia Léogâne et six sur l’un des promus, le Racing Club Haïtien. C'est le deuxième titre de champion d'Haïti de l'histoire du club.

## Les clubs participants
| - Racing Club Haïtien - Promu de Division 2 - AS Cavaly - AS Mirebalais - AS Petit-Goâve - Promu de Division 2 - Valencia Léogâne - Football Inter Club Association | - Baltimore SC - Don Bosco FC - Aigle Noir AC - Tempête FC - Victory SC - América des Cayes |

## Compétition
Le barème de points servant à établir le classement se décompose ainsi :
- Victoire : 3 points
- Match nul : 1 point
- Défaite : 0 point

### Phase régulière
| Rang | Équipe               | Pts | J  | G  | N  | P  | Bp | Bc | Diff |
| ---- | -------------------- | --- | -- | -- | -- | -- | -- | -- | ---- |
| 1    | Valencia LéogâneT    | 38  | 22 | 10 | 8  | 4  | 26 | 12 | +14  |
| 2    | Baltimore SC         | 33  | 22 | 9  | 6  | 7  | 19 | 16 | +3   |
| 3    | Racing Club HaïtienP | 33  | 22 | 8  | 9  | 5  | 18 | 17 | +1   |
| 4    | AS Petit-GoâveP      | 31  | 22 | 7  | 10 | 5  | 16 | 15 | +1   |
| 5    | Aigle Noir AC        | 30  | 22 | 8  | 6  | 8  | 23 | 20 | +3   |
| 6    | AS Mirebalais        | 30  | 22 | 7  | 9  | 6  | 20 | 18 | +2   |
| 7    | Tempête FC           | 28  | 22 | 6  | 10 | 6  | 15 | 18 | -3   |
| 8    | AS Cavaly            | 27  | 22 | 6  | 9  | 7  | 11 | 9  | +2   |
| 9    | FICA                 | 27  | 22 | 6  | 9  | 7  | 15 | 19 | -4   |
| 10   | Don Bosco FC         | 22  | 22 | 4  | 10 | 8  | 19 | 25 | -6   |
| 11   | América des Cayes    | 20  | 22 | 5  | 8  | 9  | 12 | 17 | -5   |
| 12   | Victory SC           | 19  | 22 | 6  | 6  | 10 | 17 | 25 | -8   |

|  | Qualification pour la poule pour le titre   |
|  | Participation à la poule de relégation      |
|  | T : Tenant du titre P : Promu de Division 2 |

### Seconde phase

#### Poule pour le titre
| Rang | Équipe               | Pts | J  | G | N | P | Bp | Bc | Diff |
| ---- | -------------------- | --- | -- | - | - | - | -- | -- | ---- |
| 1    | AS Mirebalais        | 22  | 10 | 6 | 4 | 0 | 15 | 4  | +11  |
| 2    | Valencia LéogâneT    | 18  | 10 | 6 | 0 | 4 | 15 | 10 | +5   |
| 3    | Racing Club HaïtienP | 16  | 10 | 4 | 4 | 2 | 10 | 8  | +2   |
| 4    | AS Petit-GoâveP      | 10  | 10 | 2 | 2 | 4 | 6  | 15 | -9   |
| 5    | Baltimore SC         | 9   | 10 | 2 | 3 | 5 | 4  | 7  | -3   |
| 6    | Aigle Noir AC        | 6   | 10 | 1 | 3 | 6 | 9  | 15 | -6   |

|  | Qualification pour la CFU Club Championship 2014 |
|  | T : Tenant du titre P : Promu de Division 2      |

#### Poule de relégation
| Rang | Équipe            | Pts | J  | G  | N  | P  | Bp | Bc | Diff |
| ---- | ----------------- | --- | -- | -- | -- | -- | -- | -- | ---- |
| 1    | Don Bosco FC      | 15  | 10 | 4  | 3  | 3  | 12 | 7  | +5   |
| 2    | FICA              | 15  | 10 | 4  | 3  | 3  | 10 | 12 | -2   |
| 3    | Tempête FC        | 14  | 10 | 3  | 5  | 2  | 9  | 8  | +1   |
| 4    | Victory SC        | 14  | 10 | 4  | 2  | 4  | 12 | 11 | +1   |
| 5    | América des Cayes | 35  | 32 | 10 | 5  | 17 | 26 | 34 | -8   |
| 6    | AS Cavaly         | 32  | 32 | 7  | 11 | 14 | 18 | 37 | -19  |

|  | Relégation directe en Division 2 |
|  | T : Tenant du titre              |

## Bilan de la saison
| Championnat d'Haïti de football 2013 |                          |
| Champion                             | AS Mirebalais (2e titre) |
| Qualifications continentales         |                          |
| CFU Club Championship 2014           | AS Mirebalais            |
| CFU Club Championship 2014           | Valencia Léogâne         |
| Promotions et relégations            |                          |
| Promus en Ligue Haïtienne            | AS Capoise               |
| Promus en Ligue Haïtienne            | Racine FC                |
| Relégués en Division 2               | América des Cayes        |
| Relégués en Division 2               | AS Cavaly                |